# 1544 en littérature
| Années de la littérature : 1541 - 1542 - 1543 - 1544 - 1545 - 1546 - 1547    |
| Décennies de la littérature : 1510 - 1520 - 1530 - 1540 - 1550 - 1560 - 1570 |

Cet article présente les faits marquants de l'année 1544 en littérature.

## Événements
- The Miroir or Glasse of the Synneful Soul, livre manuscrit, est copié par la princesse Élisabeth, offert à sa belle-mère Catherine Parr[1].

## Parutions
- Délie, object de plus haute vertu, poème de Maurice Scève publié à Lyon chez Sulpice Sabon, pour Antoine Constantin[2].
- La traduction latine par Ludovico Annibale Della Croce des quatre derniers livres du roman Leucippé et Clitophon d'Achille Tatius est publiée à Lyon sous ce titre Narrationis fragmentum e græco lat. conversum[3].
- Cosmographia universalis, de Sebastian Münster, est imprimée à Bâle[4].
- De orbis terrae concordia, de Guillaume Postel, qui montre comment le judaïsme et l'islam peuvent se fondre dans le christianisme[5].

## Naissances
- 11 mars : Torquato Tasso, dit il Tasso / le Tasse, poète italien († 1595).
- 6 mai : Jean Papire Masson, écrivain, historien, géographe, biographe, critique et avocat français († 1611).

- Guillaume du Bartas, écrivain et poète français († 1590).

## Décès
- 12 septembre : Clément Marot, poète français (né en 1496).

- Antonius Arena (ou Antoine Arène), juriste, et poète macaronique provençal (né vers 1500).